# Raymonde Folco
Pour les articles homonymes, voir Folco.
Raymonde Folco, née à Paris le 16 mars 1940, est une femme politique et linguiste canadienne. Elle a été députée libérale des circonscriptions Laval-Ouest et Laval—Les Îles à la Chambre des communes du Canada de 1997 à 2011.

## Biographie
Née à Paris dans une famille juive, elle doit se cacher chez des familles chrétiennes pendant la Seconde Guerre mondiale. Elle émigre à Toronto avec sa famille dans les années 1950. 
Elle obtient un baccalauréat ès arts à l'Université de Melbourne, un baccalauréat ès arts en linguistique à l'UQAM et une maîtrise ès arts en linguistique appliquée à l'Université Concordia.
Sa carrière politique commence au Québec en 1988 lorsqu'elle devient vice-présidente du Conseil des communautés culturelles et de l'immigration, une agence québécoise qui a pour rôle de conseiller le gouvernement relativement à l'intégration des minorités ethniques. Elle préside ensuite le conseil de 1990 à 1995.
En 1993, elle est recrutée par le Parti libéral du Canada et elle se présente à la Chambre des communes en 1993 en tant que candidate libérale dans la circonscription de Laval-Est, mais elle est battue par la bloquiste Maud Debien. 
Élue en 1997 et 2000 dans Laval-Ouest, elle est réélue en 2004 et 2006 dans la nouvelle circonscription de Laval—Les Îles. De 2000 à 2003, elle est secrétaire parlementaire pour le ministre des ressources naturelles.
Ayant commencé sa carrière en tant que conférencière en Jamaïque et en Australie, elle a reçu plusieurs postes quasi-diplomatiques en tant que déléguée pour le Canada, voyageant en République centrafricaine, au Timor oriental et au Chiapas. Jusqu'au début de 2006, elle était vice-présidente du congrès Libéral International.
Elle ne se représente pas comme députée à l'élection générale de 2011.